# だから僕は、Hができない。
『だから僕は、Hができない。』（だからぼくは えっちができない） は、橘ぱんによる日本のライトノベルおよびそれを原作としたメディアミックス作品。イラストは桂井よしあきが担当。富士見ファンタジア文庫（富士見書房）より2010年6月から2013年8月まで刊行された。
『月刊ドラゴンエイジ』では岡霧硝の作画、『ファミ通コミッククリア』では東雲龍の作画によるコミカライズ版がそれぞれ連載された。また、テレビアニメが2012年7月から9月にかけて放送された。

## 登場人物
小説とアニメでは設定が異なる。以下はアニメ版準拠。

### 主要人物
加賀 良介（かが りょうすけ）
声 - 下野紘
本作の主人公。桃園学園2年B組。16歳。父親と同姓同名で、母親によって父の名を受け継いだ。エロに情熱を燃やし「エロ介」とあだ名をつけられるほどだが、女の子を守りたいと思う心根の優しい一面を兼ね備えており、基本的には前向き。学園八奇衆の一人であるが、その選ばれた理由が「学園一エロい」であるため美菜は本人に知られないようにしている。
リサラと成行きで契約したが、同時に3か月後には確実に死ぬ運命だと聞かされ、特異者を探し出し、その力で死を回避して貰うことを条件に仮契約をした（アニメ版限定の設定）。並外れたエナジーの回復力の持ち主で、エロによる興奮で急激にエナジーが高まり、大量のエナジーが噴射され（原作ではリサラにグラムを通して直接吸い取られている）リサラに補給することが出来るが、その際に良介は、一時的に体力（精力ともいう）の消耗を伴う。リサラ以外の女性では、興奮に到るもエナジーを発するまでには到ってない。後に新必殺技として、特殊能力「インビジブルディクショナリー」を編み出す。
グラム覚醒当初は己の力を過信し、無謀な行動でキュールを危険に晒す。その後、感情を持たない魔物の大群の一件で戦いの本当の怖さを知り、恐怖に脅え戦意喪失する。しかしキュールが、良介を立ち直らせるために取った行動（キュールにファーストキスを奪われる）で、彼女の覚悟の思いを知り立ち直る。なおグラムの剣が覚醒するまでの戦闘はリサラ頼りとなる。
両親は母親がドイツに単身赴任中で、父親は良介が生まれる前に行方知れずとなっている。イリアのファンで、思っていることを無意識に声に出す癖がある。
リサラ・レストール
声 - 遠藤綾
本作のメインヒロイン。王家を守る女家筆頭の一人。死神界（グリムワールド）の名家出身のお嬢様で、レストール家の次期当主。炎を操る死神。貧乳。ツンデレ的な意地っ張りな性格。
従妹のキュールに特異者の存在を聞き、契約するべく探しに向かった先で良介と出会い、保護される形で同棲することになった。実は特異者に関する話はキュールの罠であり、特異者に見せかけた玉野と契約させ、次期当主の座からリサラを蹴落とすのが目的であった。しかし良介とカエサルの介入により陰謀は阻止され、キュールの本性を知った後も従姉妹であることは変わらず、本音でぶつかり合える間柄となった。
良介の命が残り3か月ということもあり、死神ゆえに死を回避してあげることを条件に3か月間の仮契約をした。特異者を探すため良介のクラスに転入し、学内では良介の親戚で通しているため「加賀リサラ」を名乗っている。強力な魔力が使える反面エナジーの消耗が激しく（原作では魔力の運用効率がいいため、消費が普通の死神よりも少ない）、エナジーが足りなくなると魔力や体力が急激に衰え戦闘服もはだけてしまう。そのため戦いでは、良介からのエナジー補給が必要不可欠となってくる。また火の耐性を持つ水属性の魔物には彼女の攻撃は通用しない。魔物との戦いで、倒壊した建物を新築なみに復元させることも可能。
武器はサイズ系の大鎌「カルヌーンプラデュール」。
大倉 美菜（おおくら みな）
声 - 石原夏織
本作のヒロインの1人。良介の幼馴染で、クラスメイト。92cmの巨乳で眼鏡娘。キュールの仮契約者で、特異者。良介に気があるようだが、言葉では言い表せないでいて、いつも一緒に居ることが多い。以前に彼女は恋の告白をしたが、電車の騒音が混じり良介は恋の告白（本当は聞こえていたが直には返答が出来なかった）だと知らず、別の意味で受け止めてしまった。良介とリサラの関係をそこそこ気にしているうえ、偶然リサラの瞬間移動を目撃してしまい正体を知るが、その後は彼女の特異者探しを手伝っている。良介に思いを寄せるとエナジーが高まる。戦いの最中ガルダーブロウグにさらわれる。ガルダーブロウグに特異者としのエナジーを吸い取られそうになるが、キュールと仮契約しているせいで、エナジーを奪われずにすむ。特異者の力で、恋の告白を兼ねて良介の命を救おうとするが、良介（好きな相手がリサラだったため）から告白を断られたため、良介を救う手立てが絶たれる。
玉野を敬遠している。
キュール・ゼリア
声 - 西口杏里沙
本作のヒロインの1人。リサラの従姉妹で、王家の血を引くゼリア家の令嬢。水と氷を操る死神。
当初は原作1巻における最終的な敵であり、リサラのことを“お姉さま”と呼んで慕うそぶりを見せながらレストール家の次期当主の地位を奪おうとしていた。その一環としてリサラに特異者探しの妨害を企んで嘘の情報を与え、特異者に偽装させた玉野を利用してリサラと契約させ、何の力もない男と契約させた事実を利用して次期党首の座から蹴落とそうとしていた。しかし、悪事が露見した上に良介との対決に敗れ、罰としてリサラの命によりカエサルと契約させられるという末路を辿った。
後に大倉家へのホームステイを兼ね、桃園学園中等部に転入してくる。学園では「加賀キュール」を名乗っている。美菜の影響で、良介に一目惚れするが、良介が数ヶ月で死ぬ運命で、その関係で特異者探しをしていたことは知らない。良介が戦いの恐怖で落ち込んで、彼を立ち直らせる時に良介のファーストキス奪っている。このように段々と他人を思いやる心を持つようになり、最終話ではリサラから次期当主に指名され念願叶うことになるが、喜びよりも驚愕の方が大きい様子であった。
3人の中では力は弱いが、素早さに優れ、エナジーの持続性が長い。愛用の使い魔は、再生と飛行能力を持ち敵地進入の際には、移動手段にもなっている。また動物の耳から進入し脳を操作することで、動物を自在に操ることも出来る。
武器はグラディウス系の片手剣「カルヌーンソラス」。
福宗 イリア（ふくむね イリア）
声 - 福圓美里
本作のヒロインの1人。雷を操る死神で、メルロ人生保障の社員。リサラよりも1cm小さめの貧乳。リサラの同期で首席を争ったライバル。人間界でグラビアアイドルとして活動しながら、エナジーの高い人間をメルロに勧誘していた。後に良介のクラスに転入してくる。人前でぶりっ子や猫を被るのが得意。小悪魔的な美少女であるが、プライドが高く気が強い上に負けず嫌いで、他人に見下されることを嫌う。しかし本性は田舎娘で、泣き虫。さらに本性を曝け出すと田舎弁の訛りが酷くなる。コンプレックスとして、胸が小さいことを気にしていて、幻術系術式で生み出した実物に近い胸パット（92.5cmのGカップ）で誤魔化し秘密にしていた。魔物との戦いで良介に秘密がバレてしまうが、良介の優しさに触れ良介に好意を持つようになる。仮契約者はいないが、攻撃性に優れエナジーの持続性が長い。衣服や小物を届けてくれる使い魔を愛用している。
メルロ上層部からの命令で、心に迷いが生じながらもリサラを罠に陥れようとした。しかしイリアに対するリサラの本音を知ることで、イリアはメルロに叛旗を翻してリサラと共に戦うことを選ぶ。後ろ盾のメルロを失ったことで、急遽加賀家の愛犬カエサルと仮契約する。そしてメルロから支給されたマンションを飛び出し加賀家にホームステイするようになる。
武器はファルシオン系の片刃刀「フロッティ」。雷を起こす場合には先端が変化する。

### 桃園学園の生徒・講師
飯頼 宗緒（めしより むねお）
声 - 田所あずさ
超人的な力を持つ学園八奇衆に選ばれた1人。どんな女性のバストサイズでも言い当てる眼力の持ち主で、目はオッドアイ。至ってノーマルな性癖を持つ女性だが、「貧乳は女性にして女性に在らず」をポリシーとして美乳にこだわりを持ち、80cm以下のバストの女性には握手をしない主義。並外れた霊力の持ち主で、当初イリアに目を付けられていた。
玉野 光（たまの ひかる）
声 - 霜月紫
桃園学園3年A組。良介の先輩で、ライバル。ボクシング部所属でかなりの実力を持つ。キザでプライドが高く執念深いが、無理矢理モノにすることを好まず、あくまで口説いてモノにする正攻法派で、心底悪い奴ではない。玉野いわく「学年1位のモテ男」。リサラに顔を叩かれてからは、彼女を敬遠している。父親はPTA会長。
服部 新一（はっとり しんいち）
声 - 富田洋貴
大柄で温厚な性格の男子生徒。学園八奇衆に選ばれた1人で、生地の一部を見ただけでその素材や学内の制服を言い当てることができ、リサラのエナジーで形成している制服を見ただけで「今まで見たことのない生地だ」と驚嘆していた。アニメ版のEDでは、「男子生徒」で表記されている。
大平（おおひら）
声 - 中村優也
良介のクラスメイト。イリアのファン。
乱橋先生（らんばし - ）
声 - 丸塚香奈
良介の担任。眼鏡をかけている。三十路まじかで、外見が幼いため今でも子供料金で出かけている。学園八奇衆に選ばれた1人で、乱橋曰く通称八奇衆の妹たる（イモータル）者。

### 家族・親族関係者

#### 加賀家
加賀 さとみ（かが さとみ）
声 - 儀武ゆう子
良介の母親。りょうすけの名付け親でもある。現在はドイツに単身赴任中であるが、良介とはテレビ電話で連絡を取り合っている。りょうすけとは良介が3歳の時に死別したと思われていたが、それは狂言で、良介のことを考えてのことであった。若い頃の髪型はロングで、大学生の時にりょうすけと結婚した。
加賀 りょうすけ（かが りょうすけ）
アニメ版では回想のみ登場。名前は妻のさとみが授けた物で、本名は不明。良介の父親にして、折れた剣のグラム（半身たる下部）の所有者。さとみとの出会いは、記憶喪失だった当時の雨の日に彼女の自宅前で佇んでいたことに始まる。やがて、妊娠したさとみ（正確には彼女の胎内の良介）に折れた剣のグラムを託し、「決着を付けねばならない」と言い残して姿を消した。ガルダーブロウグ家の秘宝が紛失したとされるグラムを持っていたことや素性などには、一切触れていない。
カエサル
加賀家で飼われているジャーマン・シェパード・ドッグ。良介がガルダーブロウグを倒した数日後にイリアの仮契約者となるが、彼女はこのことを誰にも話していない。

#### レストール家
アルメイア・レストール
声 - 久川綾
リサラの母親。死神。王家を守る女家筆頭の一人で、レストール家の当主。グラムを守るのが、当主としての使命で、グラムがガルダーブロウグの手に落ちるのを阻止するため良介を邸内で匿っていた。娘とは対照的に、おしとやかな性格だが、グラムに関する言動には、冷たく非情な一面を兼ね備えている。ゼリア家とも親しく良介には、かなりの好感を持っている。
ヒルド
声 - 宇田川紫衣那
アルメイアに仕える近衛メイドの一人。死神。ウルスと共に、舌を使った全身マッサージによる治癒術式を持つ。ボーイッシュな性格で、ロングストレート髪。武器は槍。
ウルス
声 - 内田彩
アルメイアに仕える近衛メイドの一人。死神。眼鏡娘。ロングストレート髪。武器は槍。
指揮官
声 - 對馬芳哲
レストール軍の指揮官。名前は不明。男性の死神。

### メルロ人生保障
ガルダーブロウグ
声 - 松本忍
本作の黒幕。リサラが警戒するほど底知れない力を持つ死神界最強の戦士。
その正体は王家を守る男家筆頭で、メルロ人生保障の支配者。当初は人間に化けて良介たちの前に幾度か姿を見せているウグ家の当主で、人間界と死神界の両世界を元の姿に正すため王家に反旗を翻しレストール家に戦いを挑んだ。さらに、より強力な力を得るためにグラムの剣と特異者を手中に収めようと企んでいる。しかし全ては大好きな人間（人間界）と死神界（グリムワールド）のためであった。
本来は人間達が最も幸福に繁栄するように、その数を間引くのが彼らの仕事だった。だが、多くの人間に同情するあまり、本来死ぬべき人間の寿命を悪戯に伸ばし全ての調和を狂わせた。その結果、死神界に慢性的なエナジー不足を齎したばかりでなく、人間界にも災厄的の危機が起きて絶望的な未来を待つしかなかった。それを避けるために死神界と人間界の壁をあえて破壊し、不足していた招を実行する必要があったため作戦をとった。
良介とのラストバトルに敗れた後、己の胸の内を全てを打明けた。その後の彼の安否は不明。
武器は「魔剣ティルフィング」で、強力な魔力を秘めている。
ダルニア・イアハート
声 - 茅原実里
第10話から登場。メルロ人生保障の幹部（上層部）の一人。何を考えているのか分からない職務に忠実な死神の女性。眼鏡娘。クールで一切の情を持たない非情な性格。良介の命が尽きる（エナジー回収）のを見届けるために加賀家にやって来る。世界に災いを齎した良介に心よく思っておらず良介を本来死ぬべき人間だと思っている。良介の一件が片付いた後、良介の予想以上のエナジーからヒントを得て、新たな保険契約を思いつき役員会議で「ライフジュエル」を提案する。ポニテールの髪型。
武器は鎖鎌系の「スカジーカン」。
メルロの幹部（上層部）
声 - 板垣優稀
名前は不明。ガルダーブロウグの配下の死神。イリアを利用し、レストール家の壊滅を企んでいる。姿を現さず電話越しの声のみ登場となる。
マネージャー
声 - 高橋明日香
名前は不明。メルロ人生保障の社員で、イリアのマネージャー。普段はイリアを気にかける優しい女性ではあるが、上層部の命令には忠実で、内容次第では非情にもなる。イリアと同じく死神で、ガルダーブロウグや上層部との連絡の際には、通話能力を持つ使い魔を使用している。

## 用語
死神
死神界（グリムワールド）の出身。パートナの人間からエナジーを吸い取り、能力を発揮する。契約を結んでいない者に対しては、エナジーを吸い取ることが出来るが、契約を結んでいるパートナ以外の仮契約者からエナジーを吸い取ることは出来ない。霊力の高い人間や特異者を前提に探している。
死神界（グリムワールド）の両一族
王家を守る筆頭たる一族で、女家（レストール家）と男家（ガルダーブロウグ家）に分かれる。グラムの力を分け与えることで死神界（グリムワールド）は、長らく保られてきた。
折れた剣のグラム
偉大な戦神から授けられた超一級品の秘宝で、王家を守る2つの家系に半分ずつ渡された。レストール家にグラムの半身たる上部、ガルダーブロウグ家にグラムの半身たる下部。この2つが目覚めると元の体形（完全体）に戻り、その力は特異者以上である。
グラムの剣（完全体）
良介が使用する武器。属性に関係なく魔物を撃退できる。しかし、グラムが覚醒するまで物語の序盤は良介がリサラにエナジーを与えるのがメインとなり、攻撃手段もリサラがメインとなる。普段は良介の胸の中に格納されている。

エナジー
人間が生来持っている生命エネルギーで、「霊力」「活力」「精力」とも言う。死神はエナジーを摂取し、腕輪「グラム」に蓄積することで各々の能力を使用できるが、人間界で活動するエネルギーでもあり、使う能力に比例してエナジーの消費量も増えるため、エナジーが底を突くと疲労困憊になる。
仮契約者
死神と仮契約を交わし、一時的なパートナーになること。仮契約を交わした者は死神に霊能力を捧げ、人生を保障してもらうのが世の常になっている。
スキールニール
死神が戦闘時に使う、球状の特殊空間。内部から外部へ、外部から内部への干渉を完全に遮断する。内部に取り込まれた生物や人間は外部から干渉があっても複製品が自然に応対している。外部から内部には特殊なメガネ屋ゴーグルなどを通して見ることができる。また、術者が解除しない限りは内部から外部へ逃げることもできない。しかし外部から強力なエナジーを使ってスキールニールを破壊することも不可能ではない。戦闘中に内部のものが壊されても外側からは壊されているようには見えない。戦闘終了後には新築同様に修復することも可能。
特異者
人間の中には極稀に莫大なエナジーを生成する者がいるため、死神はその者と契約を交わして傍に置くことで、強力な能力をより多く使えるようになる。それは同時に死神として高位に立つという意味でもあり、死神たちは特異者を巡って争うこともある。
インビジブルディクショナリー
良介の新必殺技。辞書や辞典に記されている文字をエロに例えて妄想することで、急速エロチャージ効果をもたらす特殊能力。しかし、連続使用は魂に影響が起きるほかエナジーの量的にも低いため、強力な魔物には一時凌ぎに過ぎないことが多い。
桃園学園
良介たちが通う私立高校。生徒数が多く、部活動の数と設備が充実している。
学園八奇衆
学園に在籍する8人の超人的な才能を持つ者たち。それぞれ異なる才能を持っているが、日常にはあまり役に立たない才能ばかりで、本人も一応自覚して恥ずかしいために表立って行動しない者や、周囲から呼ばれているものの全く気付かない者など様々。しかしながら各々の才能が人間離れしていることから、リサラたちは特異者の可能性があると学園内を捜索している。
八奇衆で現在確認されているのは下記の通り。
- 加賀良介
- 飯頼 宗緒
- 乱橋先生
- 鬼崎有希
- 五十嵐郁恵(先輩)
- 服部新一
- 霧島先輩
- 安部加奈子

メルロ人生保障（テレビアニメ版では、メルロー人生保障）
ガルダーブロウグが率いる会社で、魔物を家畜している。イリアも社員の1人だったが、途中で反旗を翻してリサラ側に付いた。
社員で現在確認されているのは下記の通り。
- 福宗イリア
- ダルニア・イアハート
- メルロの幹部（上層部）
- イリアのマネージャー

## 既刊一覧

### 小説
- 橘ぱん（著）・桂井よしあき（イラスト）、富士見書房〈富士見ファンタジア文庫〉、全11巻
  - 『だから僕は、Hができない。死神と人生保障』、2010年6月19日発売[6]、ISBN 978-4-8291-3534-1
  - 『だから僕は、Hができない。2 死神と選抜試験』、2010年10月20日発売[7]、ISBN 978-4-8291-3567-9
  - 『だから僕は、Hができない。3 死神と世界革命』、2011年2月19日発売[8]、ISBN 978-4-8291-3607-2
  - 『だから僕は、Hができない。4 死神と初体験』、2011年5月20日発売[9]、ISBN 978-4-8291-3643-0
  - 『だから僕は、Hができない。5 死神と失われた王家』、2011年9月17日発売[10]、ISBN 978-4-8291-3684-3
  - 『だから僕は、Hができない。6 死神と海水浴』、2012年2月18日発売[11]、ISBN 978-4-8291-3734-5
  - 『だから僕は、Hができない。7 死神とパンツ』、2012年4月20日発売[12]、ISBN 978-4-8291-3755-0
  - 『だから僕は、Hができない。8 死神と美菜』、2012年7月20日発売[13]、ISBN 978-4-8291-3784-0
  - 『だから僕は、Hができない。9 死神と思い出』、2012年9月20日発売[14]、ISBN 978-4-8291-3807-6
  - 『だから僕は、Hができない。10 死神と告白』、2013年4月20日発売[15]、ISBN 978-4-8291-3883-0
  - 『だから僕は、Hができない。11 死神と王様』、2013年8月20日発売[16]、ISBN 978-4-8291-3925-7

### 漫画
- 橘ぱん（原作）・桂井よしあき（キャラクター原案）・岡霧硝（作画） 『だから僕は、Hができない。』 富士見書房→KADOKAWA〈ドラゴンコミックスエイジ〉、全5巻
  1. 2011年10月6日発売[17]、ISBN 978-4-04-712751-7
  2. 2012年4月5日発売[18]、ISBN 978-4-04-712789-0
  3. 2012年9月6日発売[19]、ISBN 978-4-04-712825-5
  4. 2013年4月9日発売[20]、ISBN 978-4-04-712866-8
    - 『ブルーレイ付き限定版』2013年3月27日発売[21]、ISBN 978-4-04-712823-1

  5. 2013年12月9日発売[22]、ISBN 978-4-04-712962-7
- 橘ぱん（原作）・桂井よしあき（キャラクター原案）・東雲龍（作画） 『だから僕は、Hができない。〜カエサルの煩悩〜』 エンターブレイン〈ファミ通クリアコミックス〉、全3巻
  1. 2012年8月10日発売[23]、ISBN 978-4-04-728264-3
  2. 2013年3月15日発売[24]、ISBN 978-4-04-728784-6
  3. 2013年8月12日発売[25]、ISBN 978-4-04-729085-3

## テレビアニメ
2011年12月にテレビアニメ化が発表され、2012年7月から9月までAT-XおよびBS11、独立局にて放送された。テレビ放送全12話+テレビ未放送OVA1話。テレビアニメ版『ヨスガノソラ』のスタッフが再集結し、制作している。

### あらすじ（テレビアニメ）
桃園学園の高校生加賀良介は、ある雨の日、自宅前に佇む少女リサラ・レストール（王家を守る女家の筆頭）と出会い、ずぶ濡れだった彼女を自宅に招く。
「特異者」と呼ばれる人間を探しにきたという死神のリサラは、人間界に留まるため良介に「折れた剣のグラム（の半身）」を埋め込み、良介の生きる力「エナジー」を受け取ることにする。
事情を聞いて半信半疑だった良介だが、突如現れたリサラの敵の魔物に襲われる。エナジーの少ないリサラは本来の力を発揮できず窮地に陥るが、破れた服から覗くおっぱいを見た良介のすけべ心から湧き出たエナジーがリサラを回復させ、魔物を撃退する。
その直後、リサラから「3か月後に死ぬ運命」と聞かされた良介は動揺するが、リサラの探す“特異者”の力なら新しい命を貰えると言われ、リサラとの同棲・協力生活を始めることになる。
幼馴染の美菜、リサラの従姉妹・キュール、グラビアアイドルのイリア達のヒロインも絡み、特異者を探す中、やがてグラムを狙う死神ガルダーブロウグとの争い・死神と人間の関係・良介の命・恋などが進展していく。

### スタッフ
- 原作 - 橘ぱん（富士見ファンタジア文庫刊）[2]
- キャラクター原案 - 桂井よしあき[2]
- 監督 - 高橋丈夫[2]
- シリーズ構成 - 荒川稔久[2]
- キャラクターデザイン - 神本兼利[2]
- クリーチャー・エフェクトデザイン - 村山公輔[2]
- 美術監督 - 小野由起子[2]、小濱俊裕[2]
- 美術設定 - 金城沙綾[2]、青木薫[2]
- 色彩設計 - 佐野ひとみ[2]
- 撮影監督 - 口羽毅[2]、中村雄太[2]
- 編集 - 平木大輔[2]
- 音響監督 - 高桑一[2]
- 音楽 - 渡部チェル[2]
- 音楽制作 - ランティス
- プロデューサー - 立崎孝史、小倉充俊、福田順、斎藤滋、萩原猛、津田好久、南寛将、川﨑とも子
- アニメーションプロデューサー - 瀧ヶ崎誠
- アニメーション制作 - feel.[2]
- 製作 - 僕H製作委員会[2]（ティー・オーエンタテインメント[5]、ジェネオン・ユニバーサル・エンターテイメント[5]、クロックワークス[5]、ランティス[5]、創通[5]、富士見書房[5]、ダックスプロダクション[5]、AT-X[5]）

### 主題歌
オープニングテーマ「Reason why XXX」（第2話 - 第13話）
作詞・作曲 - ZAQ / 編曲 - nyanyannya（Team.ねこかん[猫]） / 歌 - 佐咲紗花
第1話ではエンディングテーマとして使用。
エンディングテーマ「プラチナ17」（第2話 - 第13話）
作詞・作曲・歌 - yozuca* / 編曲 - 黒須克彦

### 各話リスト
| 話数           | サブタイトル               | シナリオ       | コンテ   | 演出                | 作画監督                                                                                        | 総作画監督                          |
| -------------- | -------------------------- | -------------- | -------- | ------------------- | ----------------------------------------------------------------------------------------------- | ----------------------------------- |
| 第1話          | 運命の赤い糸!?             | 荒川稔久       | 高橋丈夫 | 園田雅裕            | 齋藤雅和、川島尚 村山公輔、山本善哉                                                             | 神本兼利                            |
| 第2話          | エロは環境にやさしい       | あみやまさはる | 島津裕行 | 小野田雄亮          | 中本尚、川島尚 山崎正和、大河原晴男 片岡千春、大谷道子 上原史也、谷口元浩                       | 小林利充 枡田邦彰 佐藤元昭          |
| 第3話          | 危険なアイドル             | 長谷川勝己     | 川崎逸朗 | 福本潔              | 李相辰、長谷川亨雄 小山知洋、清水勝祐 野崎真一、川島尚 齋藤雅和                                 | 山崎正和 佐藤元昭 枡田邦彰 小林利充 |
| 第4話          | 胸囲の格差社会             | 大知慶一郎     | 成田歳法 | 所俊克              | 山本善哉、山村俊了 佐藤元昭、実原登 中本尚、川島尚 齋藤雅和、小澤円                             | 神本兼利                            |
| 第5話          | invisible dictionary       | あみやまさはる | 川崎逸朗 | 阿宮正和            | 松本勝次、竹内アキラ 佐々木一浩、武本大介                                                       | 枡田邦彰 小林利充 佐藤元昭          |
| 第6話          | ひとつになっちゃった       | 大知慶一郎     | 渡部穏寛 | 矢野孝典 駒屋健一郎 | 北野幸広、小川浩司 なかじまちゅうじ、丸山修二 輿石暁、都竹隆治 山本真嗣                         | 山崎正和 佐藤元昭 枡田邦彰 小林利充 |
| 第7話          | いかせてあげたい           | 長谷川勝己     | 島津裕行 | 所俊克              | 平山修司、徳田賢朗 小林利充、齋藤雅和 嶋田俊彦、小澤円                                          | 神本兼利                            |
| 総集編         | いきなり入れちゃった       | 荒川稔久       | -        | 平木大輔            | -                                                                                               | -                                   |
| 第8話          | 好敵胸（ライバル）、揺れる | 長谷川勝己     | 寺東克己 | 福本潔              | 宮井加奈、星野玲香                                                                              | 山崎正和                            |
| 第9話          | 奮い勃つ剣（キングダム）   | 長谷川勝己     | 川崎逸朗 | 嵯峨敏              | 齋藤雅和、小澤円 立田眞一、吉田伊久雄 山村俊了、新家由貴男                                      | 小林利充 枡田邦彰                   |
| 第10話         | てんごくのちじごく         | 大知慶一郎     | 渡部穏寛 | 夕澄慶英            | 山本雅章、普津澤時ヱ門                                                                          | 神本兼利                            |
| 第11話         | 恋をかなえて               | あみやまさはる | 佐野隆史 | 阿宮正和            | 松本勝次、竹内アキラ 佐々木一浩、武本大介 野田康行                                              | 山崎正和 小林利充 枡田邦彰          |
| 第12話         | だからHがどうとか言うな    | 荒川稔久       | 高橋丈夫 | 末田宜史 所俊克     | 枡田邦彰、齋藤雅和 島田俊彦、川島尚 実原登、立田眞一 村山公輔、山村俊了 中本尚、徳田賢朗 小澤円 | 神本兼利                            |
| 第13話 （OVA） | 見えすぎ!水着コンテスト    | 大知慶一郎     | 末田宜史 | 末田宜史            | 立田眞一、津熊健徳 安本学、野道佳代 重本和佳子、安田祥子                                        | 神本兼利                            |

### 放送局
| 放送地域 | 放送局     | 放送期間                | 放送日時                     | 放送系列          | 備考                                             |
| -------- | ---------- | ----------------------- | ---------------------------- | ----------------- | ------------------------------------------------ |
| 日本全域 | AT-X       | 2012年7月6日 - 8月24日  | 金曜 11:00 - 11:30           | CS放送            | 製作委員会参加 リピート放送あり 視聴年齢制限あり |
| 日本全域 | AT-X       | 2012年8月28日 - 9月25日 | 火曜 17:00 - 17:30           | CS放送            | 製作委員会参加 リピート放送あり 視聴年齢制限あり |
| 東京都   | TOKYO MX   | 2012年7月12日 - 9月27日 | 木曜 1:30 - 2:00（水曜深夜） | 独立局            |                                                  |
| 兵庫県   | サンテレビ | 2012年7月14日 - 9月29日 | 土曜 2:15 - 2:45（金曜深夜） | 独立局            |                                                  |
| 神奈川県 | tvk        | 2012年7月15日 - 9月30日 | 日曜 1:00 - 1:30（土曜深夜） | 独立局            |                                                  |
| 日本全域 | BS11       | 2012年7月15日 - 9月30日 | 日曜 3:00 - 3:30（土曜深夜） | BS放送            | 『ANIME+』枠                                     |
| 韓国全域 | ANIPLUS    | 2012年7月16日 - 10月1日 | 月曜 23:30 - 火曜 0:00       | CS放送 ネット配信 | リピート放送あり 韓国語字幕あり                  |

### BD / DVD
2012年9月から2013年2月まで発売。BD初回特典として、桂井よしあきの描き下ろしによるOMDスリーブBOX、橘ぱんと岡霧硝の書き下ろし小説と漫画が付属された特製ブックレット「オレ様invisible dictionary」、エンドカードをあしらったポストカード「実にけしからんポストカード」が封入されている。
| 巻数 | 発売日         | 収録話          | 規格品番  | 規格品番  |
| 巻数 | 発売日         | 収録話          | BD        | DVD       |
| ---- | -------------- | --------------- | --------- | --------- |
| 1    | 2012年9月26日  | 第1話 - 第2話   | GNXA-7171 | GNBA-7941 |
| 2    | 2013年10月24日 | 第3話 - 第4話   | GNXA-7172 | GNBA-7942 |
| 3    | 2012年11月21日 | 第5話 - 第6話   | GNXA-7173 | GNBA-7943 |
| 4    | 2012年12月26日 | 第7話 - 第8話   | GNXA-7174 | GNBA-7944 |
| 5    | 2013年1月23日  | 第9話 - 第10話  | GNXA-7175 | GNBA-7945 |
| 6    | 2013年2月20日  | 第11話 - 第12話 | GNXA-7176 | GNBA-7946 |

### Webラジオ
2012年7月4日から10月24日まで、音泉とHiBiKi Radio Stationにて2タイトルが交互に配信された。
パーソナリティ
- 『だから僕は、Hなラジオができない。』 - 下野紘（加賀良介 役）、リサラ・レストール（CV：遠藤綾）
- 『だから僕は、Hなラジオができない。…ことはない。』 - 西口杏里沙（キュール・ゼリア 役）